# Chicoreus ramosus
Chicoreus ramosus is een slakkensoort uit de familie  Muricidae. De wetenschappelijke naam werd gepubliceerd in 1758 door Carl Linnaeus in de tiende editie van Systema naturae.